# Jednostka przygotowawcza
Jednostka przygotowawcza (ang. Prep & Landing) – amerykański film animowany z 2009 roku w reżyserii Kevina Detersa i Steviego Wermersa-Skeltona, który powstał na podstawie powieści Chrisa Williamsa. Wyprodukowany przez Walt Disney Animation Studios. Światowa premiera filmu odbyła się 8 grudnia 2009 roku na kanale ABC, natomiast w Polsce odbyła się 25 grudnia 2011 w TV Puls.
Film doczekał się kontynuacji filmu Jednostka przygotowawcza: Aniołki kontra Ancymony, który został wyemitowany 5 grudnia 2011 roku na kanale ABC.

## Fabuła
Jednostka Przygotowawcza Elfów to starannie wyselekcjonowani agenci wywiadu, którzy sprawdzają, czy domy na całym świecie są gotowe na wizytę Świętego Mikołaja. Jeden z nich po 277 latach służby zostaje pominięty przy awansie. Chce zrezygnować z pracy, gdy nieoczekiwanie otrzymuje misję, od której zależeć będzie los świąt.

## Obsada
- Dave Foley – Wayne
- Derek Richardson – Lenny
- Sarah Chalke – Magee
- William Morgan Shepard – Święty Mikołaj
- Mason Vale Cotton – Timmy Terwelp

i inni

## Wersja polska
Wystąpili:
- Maciej Musiał – Wayne
- Maciej Gudowski – Lenny
- Anna Gajewska – Magee
- Zbigniew Wodecki – Mikołaj
- Adam Krylik – Dasher
- Tomasz Kasprzyk – Timmy
- Tomasz Karolak – Miki
- Tomasz Górski – Donald

W pozostałych rolach:
- Aleksandra Domańska
- Bożena Furczyk
- Olga Omeljaniec
- Milena Suszyńska
- Brygida Turowska-Szymczak
- Wojciech Łuszczykiewicz
- Anna Apostolakis
- Ken
- Joanna Pach
- Krzysztof Szczerbiński
- Paweł Szczesny

Piosenki śpiewali: Agnieszka Fajlhauer, Waldemar Barwiński, Łukasz Talik
Reżyseria: Marek Robaczewski

Kierownictwo muzyczne: Agnieszka Tomicka

Tekst polski: Barbara Robaczewska

Teksty piosenek: Marek Robaczewski

Wersja polska: SDI Media Polska
Lektor: Artur Kaczmarski